# 中村順
中村 順（なかむら じゅん、1966年3月1日 - ）は、日本の元アマチュアサッカー選手、サッカー指導者。

## 来歴
1966年3月1日、大阪府出身。大阪府立高槻南高等学校を経て天理大学体育学部卒業。高等学校、大学とサッカー部に入部してプレーした。天理大学卒業後、ドイツに渡り、ドイツ体育大学ケルン（ケルンスポーツ大学）に留学。留学の理由は『ドイツの強さの理由を知りたかったから』。
ドイツ留学中にはケルンのサッカークラブ・BC Efferenでプレーしつつ、サッカー指導者を目指して勉学に励む。
帰国後、1995年に通訳兼コーチとしてガンバ大阪に入団したのを皮切りにブランメル仙台、ジェフユナイテッド市原・千葉、京都パープルサンガなどでコーチを歴任。京都時代の2004年から2006年にはU-15チームの監督を務め、ジュニア世代の指導に当たっていた。
2007年に大宮アルディージャへ移り、ヘッドコーチとしてロバート・ファーベーク、佐久間悟、樋口靖洋の3人の監督の下でトップチームの指導に当たる。2009年から大宮のジュニアユースチーム監督、アカデミーダイレクター、チーム育成部長をそれぞれ歴任。
2013年よりサッカー日本女子代表（なでしこジャパン）監督の佐々木則夫に請われて大宮育成部長兼務の形でなでしこジャパンのコーチに就任する。2014年からはなでしこジャパンコーチと兼務の形でU-23サッカー日本女子代表監督に就任し、2014年ラ・マンガ国際サッカー大会で指揮を執った。

## 所属クラブ
- 大阪府立高槻南高等学校
- 天理大学
- ドイツ体育大学ケルン
- BC Efferen

## 指導歴
- 1995年  ガンバ大阪 トップチーム コーチ兼通訳
- 1996年  ブランメル仙台 トップチーム コーチ
- 1998年  大宮アルディージャ トップチーム コーチ
- 2003年  ジェフユナイテッド市原・千葉 普及部コーチ
- 2003年 - 2004年  京都パープルサンガ
  - 2003年 トップチーム コーチ兼通訳
  - 2004年 ジュニアユース監督
- 2007年 - 2021年  大宮アルディージャ
  - 2007年 トップチーム コーチ
  - 2009年 ジュニアユース 監督
  - 2011年 - 2021年 育成部長
    - 2013年  日本女子代表 コーチ (兼任)
    - 2014年  U-23日本女子代表 監督 (兼任)
- 2022年 -  ヴァンフォーレ甲府 アカデミーヘッドオブコーチ